# امفرویل-سو-ل-مانتس
امفرویل-سو-ل-مانتس (به فرانسوی: Amfreville-sous-les-Monts) یک کمون در فرانسه است که در Canton of Fleury-sur-Andelle واقع شده‌است.

## خصوصیات
امفرویل-سو-ل-مانتس ۷٫۵۲ کیلومترمربع مساحت و ۵۴۶ نفر جمعیت دارد و ۱۲۰ متر بالاتر از سطح دریا واقع شده‌است.